# Hrušky (Vyškov)
Hrušky é uma comuna checa localizada na região de Morávia do Sul, distrito de Vyškov.